# 대룡중학교
대룡중학교(大龍中學校)는 대한민국 강원특별자치도 춘천시 퇴계동에 위치한 공립 중학교이다.

## 학교 연혁
- 2007년 3월 1일 : 대룡중학교 개교
- 2008년 2월 20일 : 강원대학교와 '학술교류 및 협력협약서' 체결
- 2023년 9월 1일 : 제7대 정용호 교장 부임
- 2025년 1월 5일 : 제16회 284명 졸업(총 5,389명)
- 2025년 3월 4일 : 신입생 294명 입학(남 153명, 여 141명)

## 갤러리

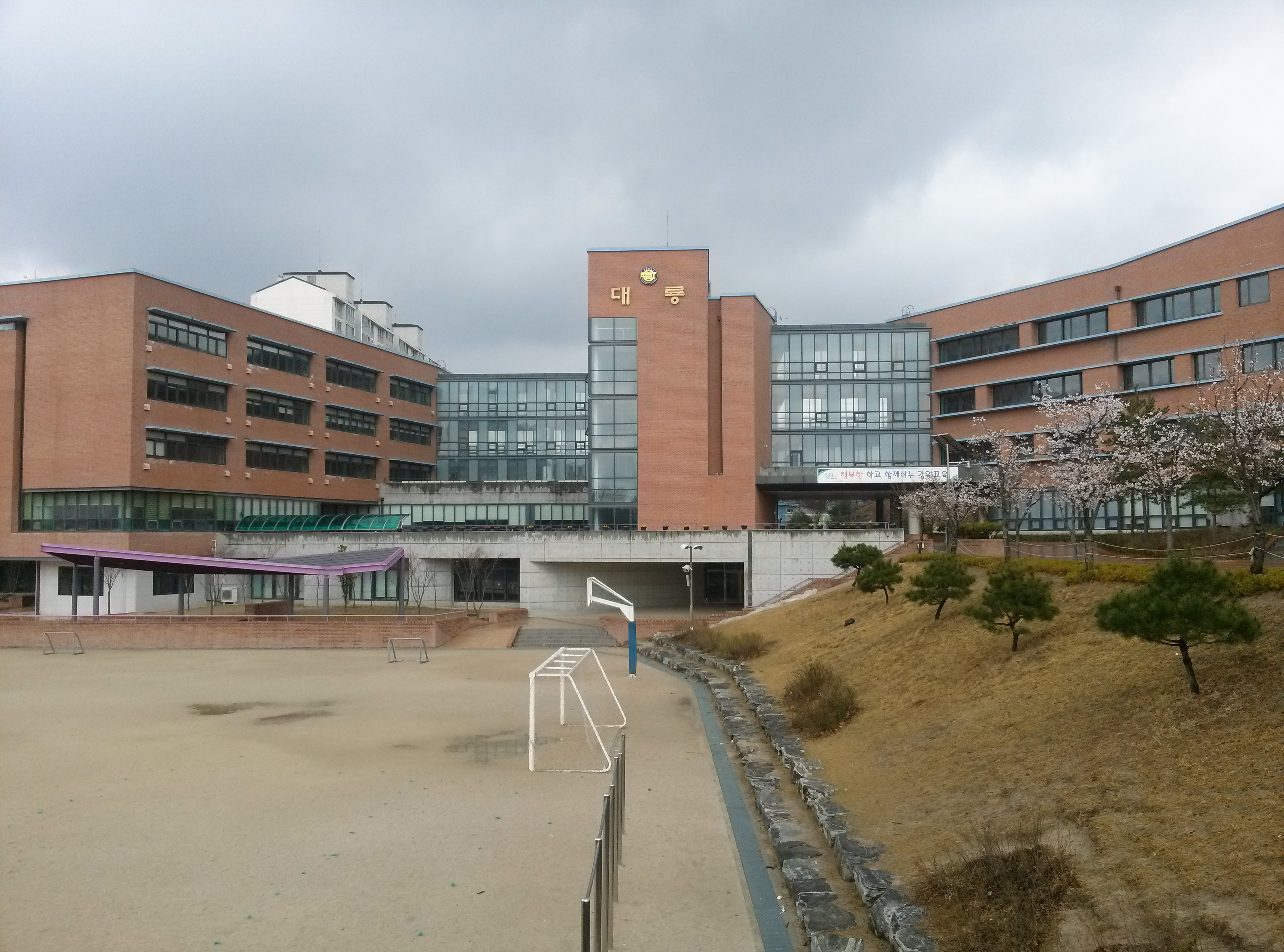
대룡중학교 전경
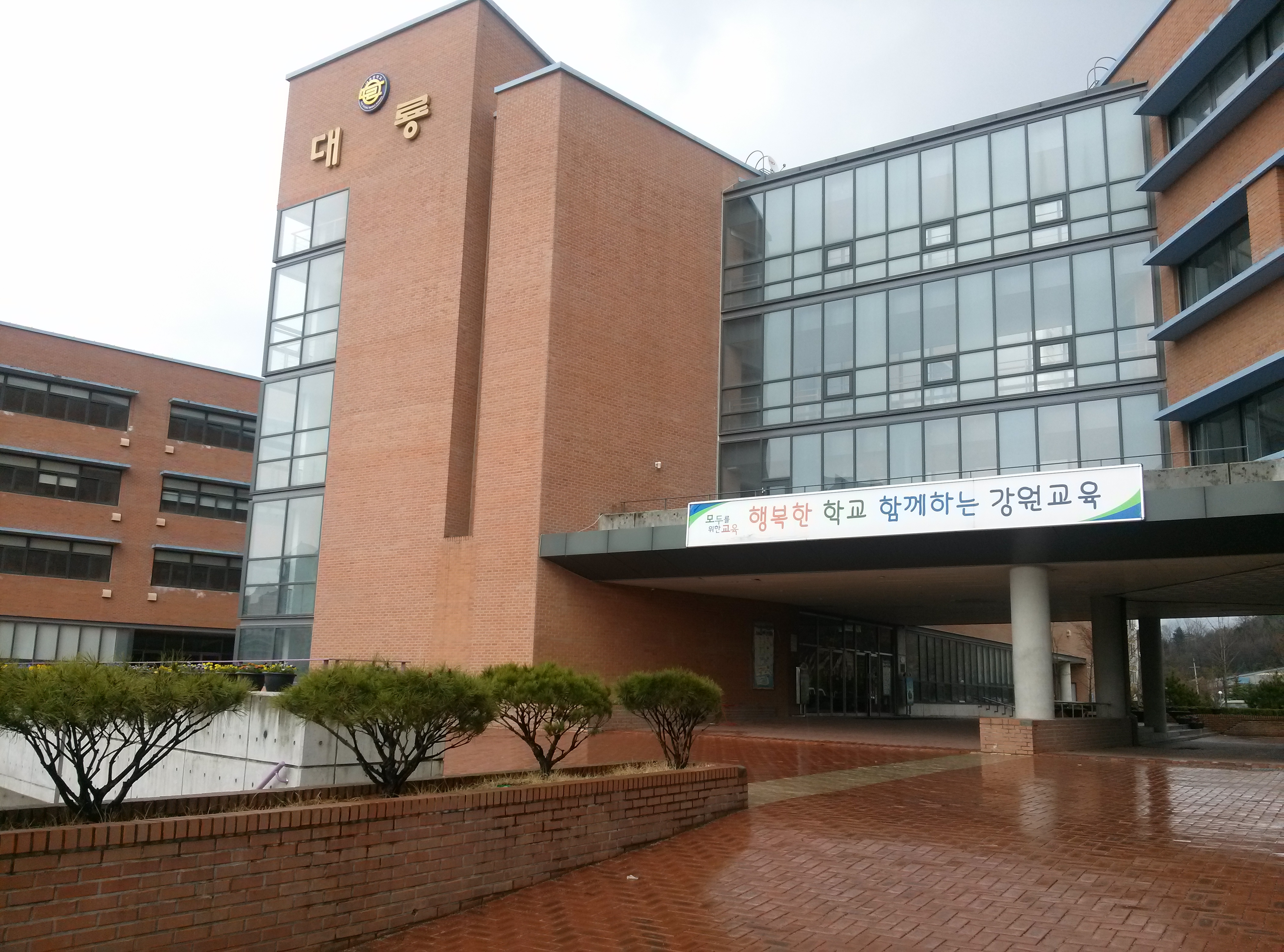
대룡중학교 중앙현관
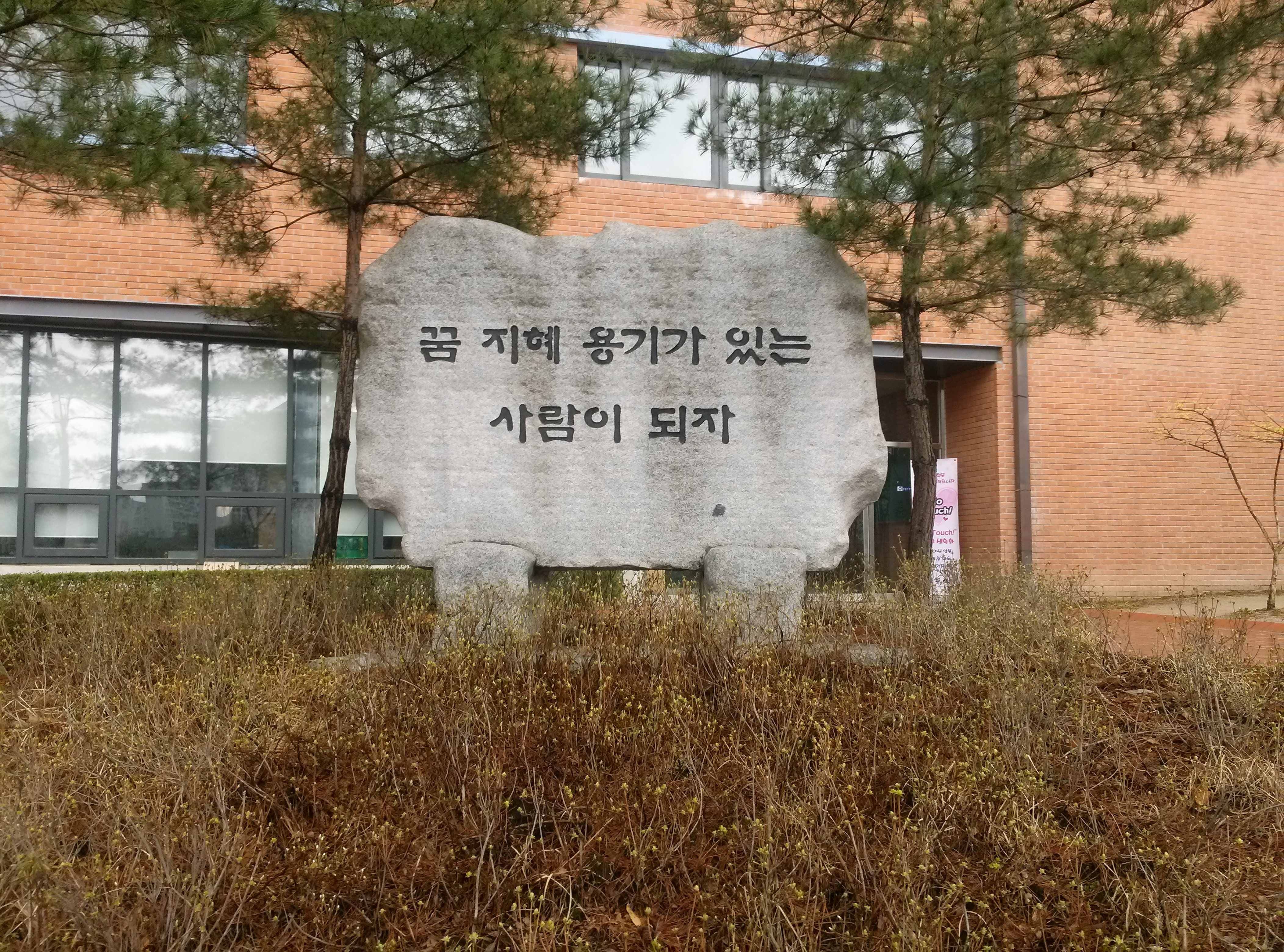
대룡중학교 교훈석
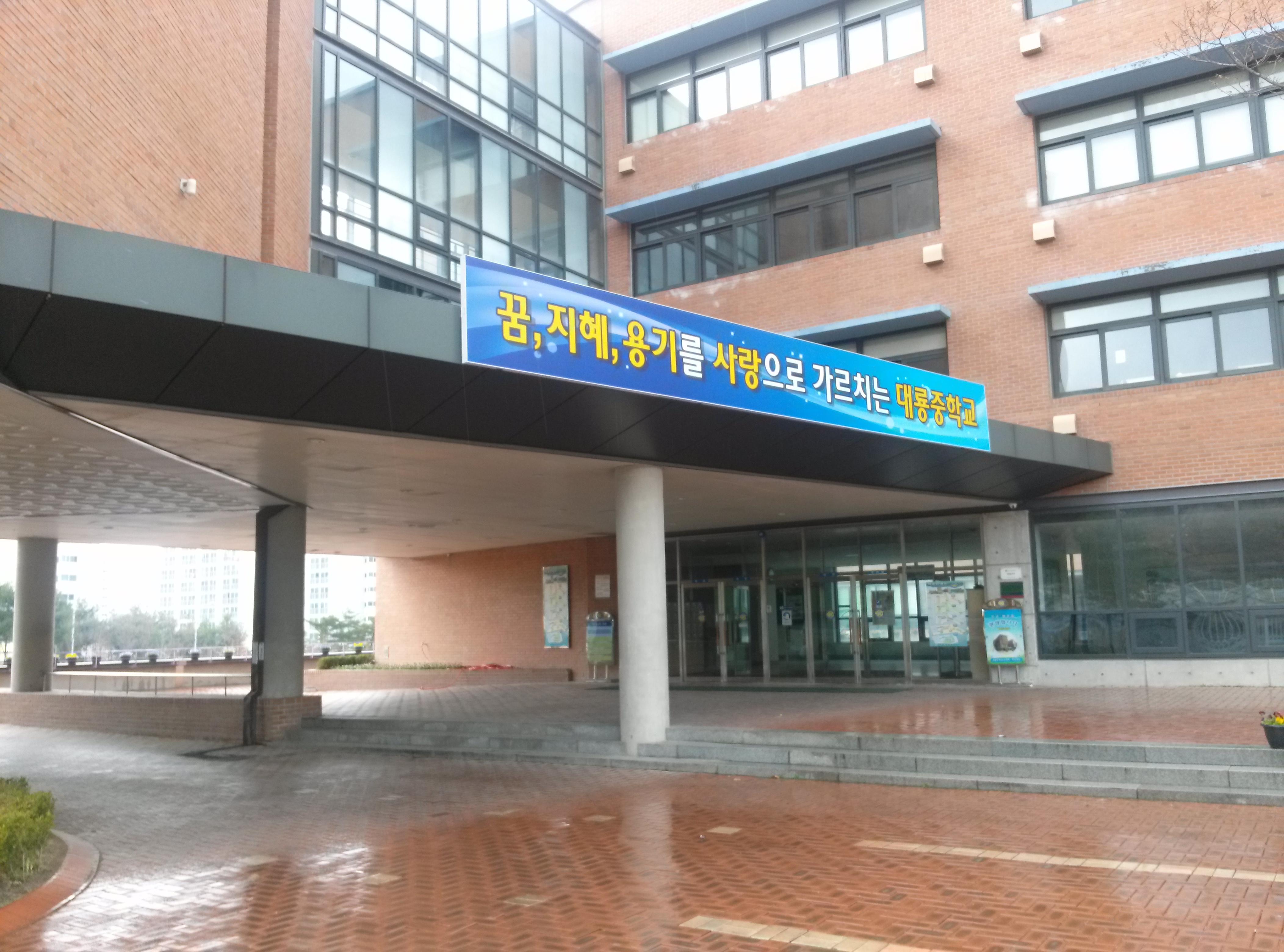
대룡중학교 1학년관 입구

## 참고 자료
- 대룡중학교 - 한국교육학술정보원 학교알리미